# Le Corbusier
Le Corbusier, született Charles-Edouard Jeanneret (La Chaux-de-Fonds, 1887. október 6. – Roquebrune-Cap-Martin, 1965. augusztus 27.) autodidakta francia építész, teoretikus; a 20. század egyik legnagyobb hatású építőművészeti személyisége, a francia építészet nagy alakja. Hatalmas életművet alkotott. Szerkesztett folyóiratot (L'Esprit Nouveau – Új Szellem – címen), készített szobrokat, festett, aktív tagja volt a nemzetközi építészeti közéletnek. Bútorait 1929-ben mutatta be a párizsi Őszi szalonon. Erős szociális elkötelezettséggel alkotta épületeit. Ennek eredménye 1926-ban megszövegezett kiáltványa, Az új építészet öt pontja is. Briliáns szellemi teljesítménye továbbá a Modulor, amit általános építészeti használatra szánt.

## Életpályája
Charles-Édouard Jeanneret-Gris La Chaux-de-Fonds-ban, egy Neuchâtel kantonban lévő kisvárosban született Svájc északnyugati részén, mindössze 5 km-re Franciaországtól. Szülei olyan óvodába íratták, mely a Fröbel módszert alkalmazza.
Le Corbusiert vonzották a vizuális művészetek, ezért a La Chaux-de-Fonds-i Művészeti Iskolában tanult. Építészeti tanára az iskolában René Chapallaz építész volt, aki nagy hatást gyakorolt Le Corbusier korai épületeire.
Korai éveiben, hogy megszabaduljon otthona provinciális légkörétől, beutazta Európát. 1907 körül Párizsba ment, ahol Auguste Perret irodájában kapott munkát, aki a vasbeton francia úttörője volt. 1910 októbere és 1911 márciusa között Berlin közelében egy neves építésznek, Peter Behrensnek dolgozott, és folyékonyan megtanult németül. Ez idő tájt találkozott Ludwig Mies van der Rohéval és Walter Gropiusszal is. Mindkét személy nagy hatást gyakorolt későbbi munkásságára. 1911-ben a Balkánra utazott, bejárta Görögországot és Törökországot. Itt vázlatfüzetekbe rajzolta, amit látott, többek közt a Parthenont, amit fel is használt az Új építészet felé című könyvéhez.

## Tevékenysége

### Az új építészet öt pontja
Les 5 Points d'une architecture nouvelle (1926)
1. A tartófalak pillérekre való cserélése az új esztétika alapja
2. A tartófalak hiányának köszönhetően szabadon alakítható a belső tér
3. A homlokzat szerkezeti funkcióktól való mentesítésével az szabadon alakíthatóvá válik
4. A vízszintes ablakok, amik a homlokzatot teljes hosszában elvágva egyenletesen világítják be a szobákat
5. A lapos tetejű házakon tetőkertet kell kialakítani, ami nem csak teret ad vissza a természetnek, hanem meg is védi a beton tetőt valamint háztartási célokra is lehet használni.

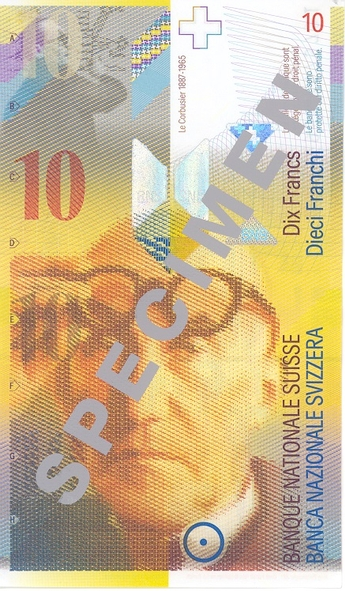
Le Corbusier a svájci 10 frankoson

### A Modulor

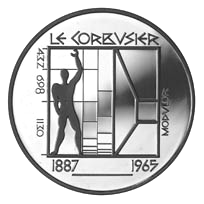
A Modulor egy svájci emlékérmén

Lényege az emberi test arányainak alapul vétele a tervezésben. Egyértelmű, hogy alkalmazta az aranymetszést, a Fibonacci-számokat és a kétszeres egységet az egységek kidolgozásánál. Úgy gondolta, hogy az ő rendszere folytatása Vitruvius, Leonardo da Vinci, Leon Battista Alberti és mások művének, mely az emberi test arányait veszi alapul az épületek megformálásakor és térszervezésekor. A garchesi Villa Steinben (1927) mutatta be a Modulor használatát a nagyvilágnak. Általános használata nem terjedt el.

### Épületei
- La Chaux-de-Fonds, (Svájc): Villa Jeanneret-Perret, 1912
- Poissy: Villa Savoye, 1929-1931
- Párizs: Svájci diákok pavilonja, 1930-1932
- Marseille: Unité d'habitation, 1942-1952
- Saint-Dié-des-Vosges: Claude et Duval gyár, 1948-1951
- Ronchamp: zarándokkápolna, 1950-1952
- Csandígarh: Nemzetgyűlési és Igazságügyi Palota együttese, 1951-1956
- Berlin: Lakóépület (Az INTERBAU- programban)
- Moszkva: Centroszojuz székház (1928-33)

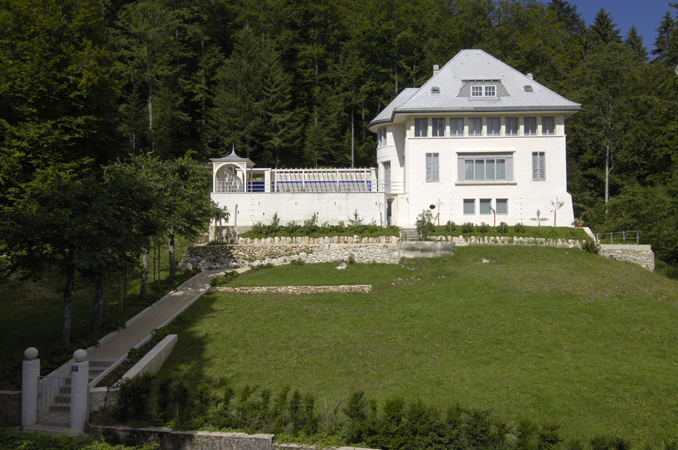
Villa Jeanneret-Perret, La Chaux-de-Fonds
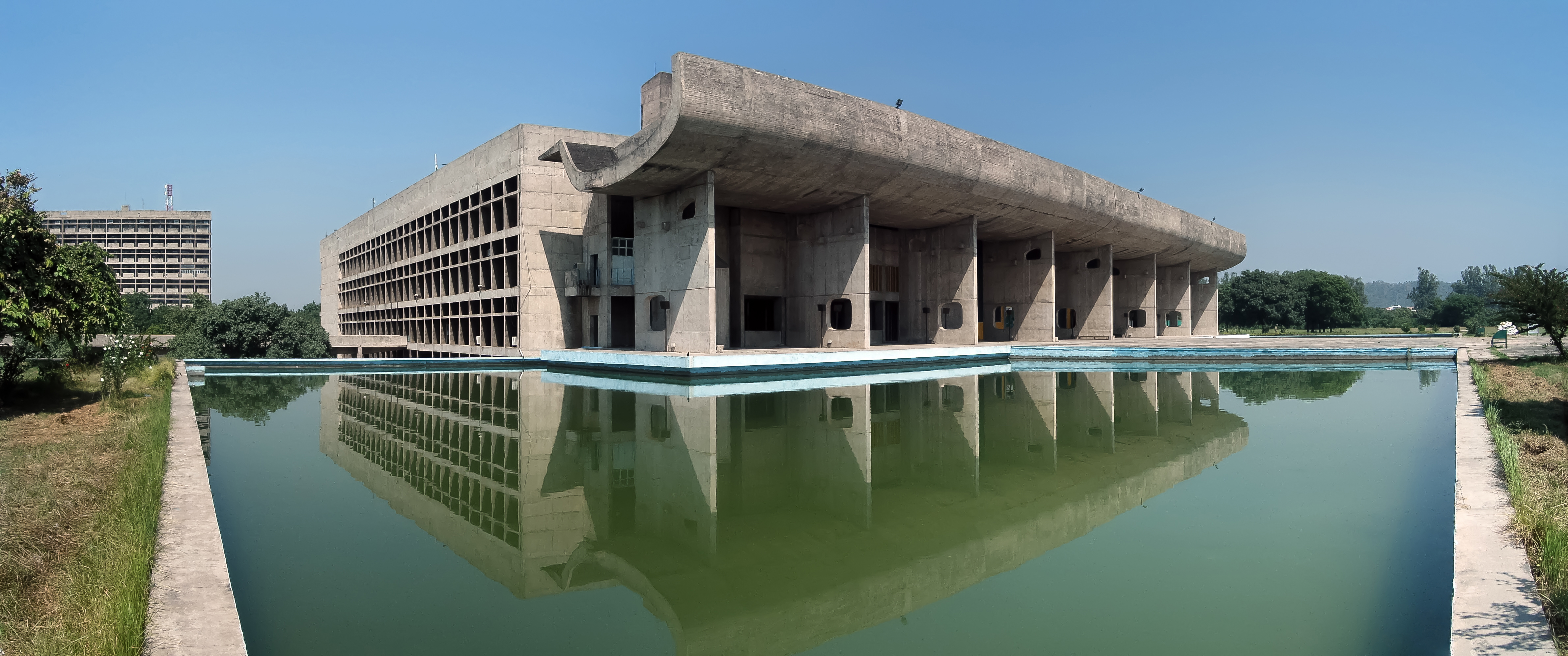
Nemzetgyűlési Palota, Csandígarh
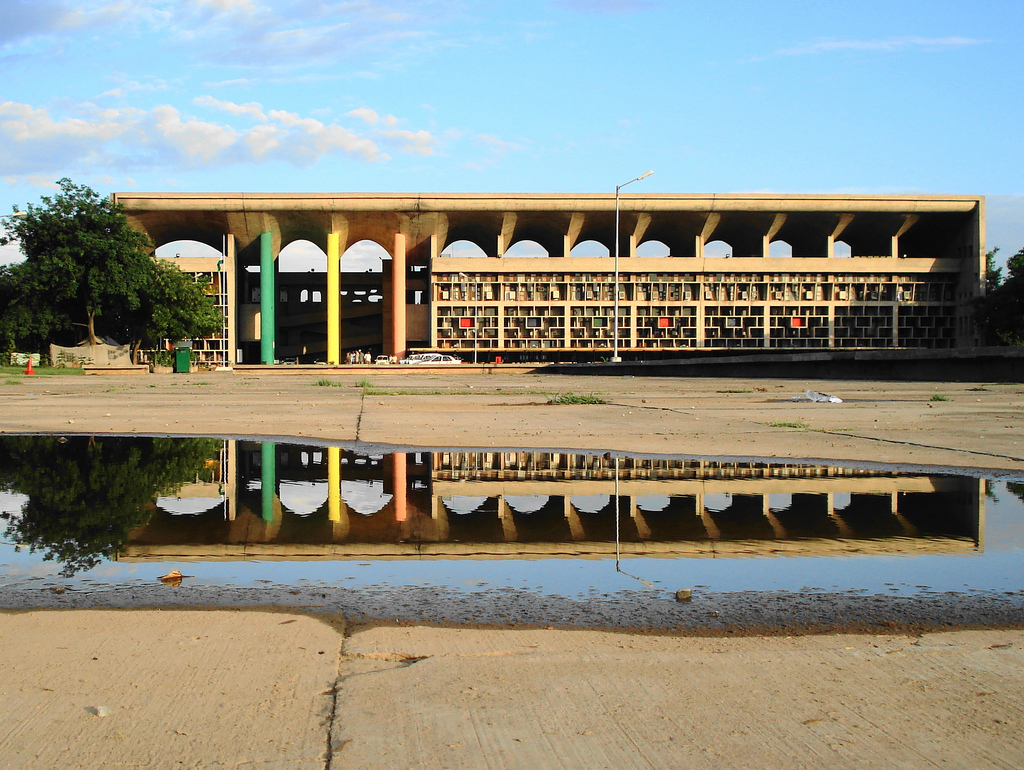
Igazságügyi Palota, Csandígarh
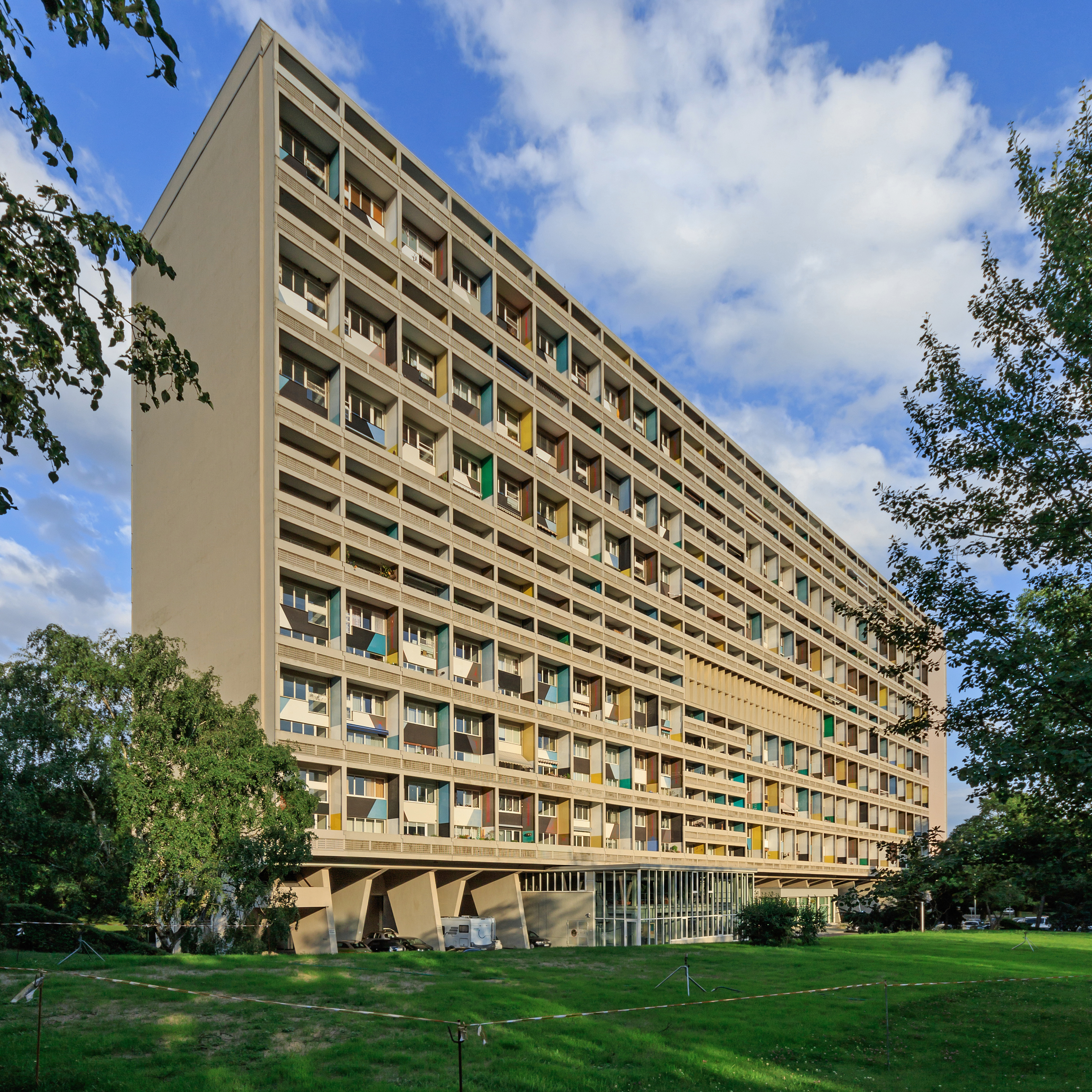
Lakóépület, Berlin
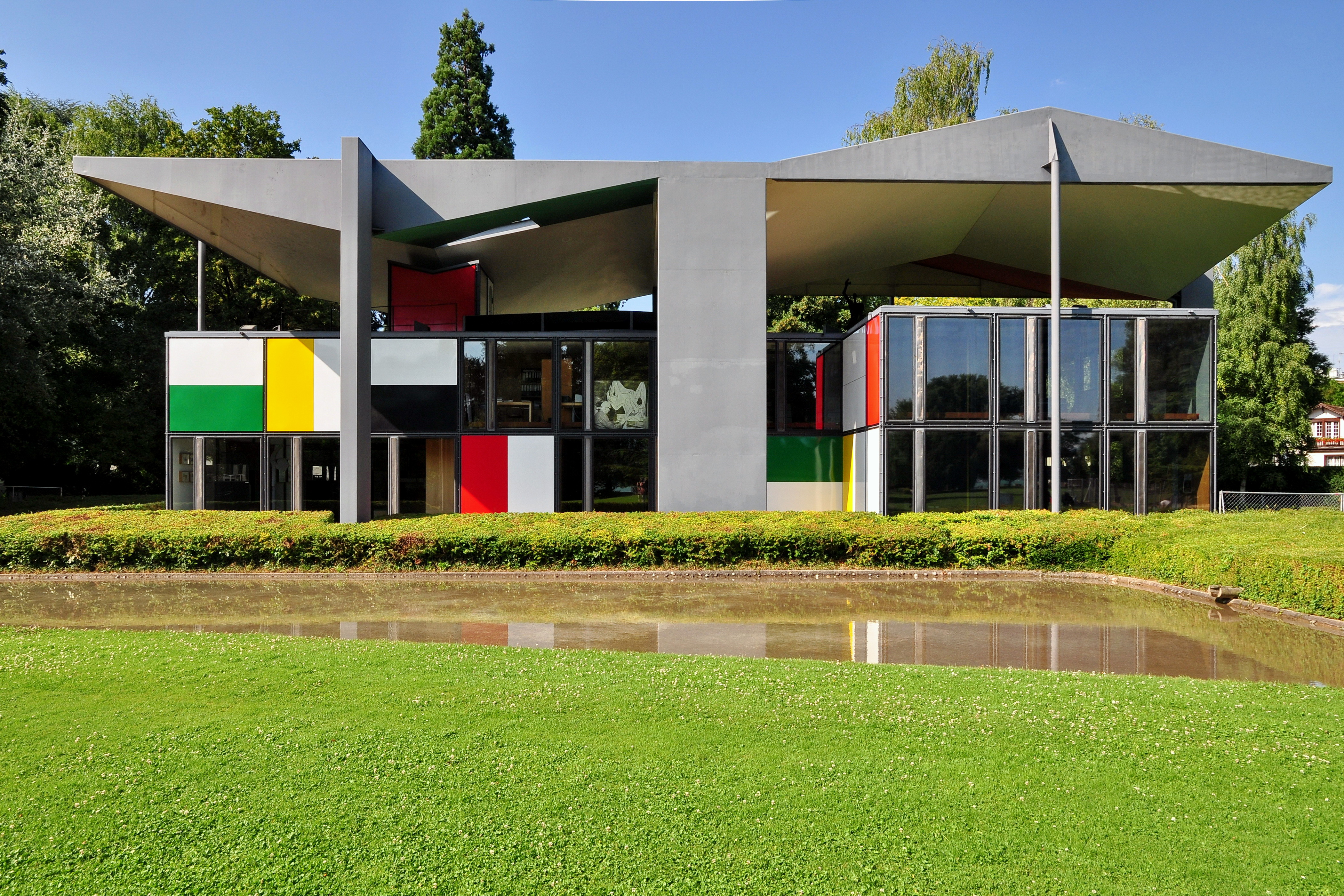
Heidi Weber Múzeum, Zürich

#### Ronchamp-i kápolna
A Magasságos Miasszonyunk-kápolna (Notre Dame du Haut), közismertebb nevén a Ronchamp-i kápolna sajátos megfogalmazású. Különlegességét domború és homorú felületekből álló oldala adja. Vitorlásra emlékeztető héjazata van. Ablakai szabálytalanul helyezkednek el, színes üvegbetétei vannak. Ennek ellenére meghitt nyugalmat áraszt.

#### Marseille-i nagy lakóegység
A marseille-i nagy lakóegység (Unité d'Habitation, 1947-1952) 12 emeletes, vékony lábakon álló épület. Közepén helyezkednek el a kiszolgálóegységek, üzletek, posta, étterem. A játszótér, úszómedence és sportpálya a tetején kapott helyet.

## Főbb írásai
- Vers une architecture. – Crès, Paris 1923 – (németül: Kommende Baukunst, hrsg. von Hans Hildebrandt, Berlin und Leipzig 1926 u. Ausblick auf eine Architektur. Ullstein, Berlin-Frankfurt am Main-Wien 1963)
- Urbanisme. – Crès, Paris 1925 – (németül: Städtebau. Deutsche Verlagsanstalt, Berlin-Leipzig 1929)
- L'Art décoratif d'aujurd'hui. – Crès, Paris 1925
- Précision sur un état présent de'l architecture et de l'urbanisme. – Crès, Paris 1930 -(németül: Feststellungen zu Architektur und Städtebau. Ullstein, Berlin-Frankfurt am Main-Wien 1964)
- La Ville radieuse. – Editions de l'Architecture d'Aujourd'hui, Bologne-sur-Seine 1935
- Quand les cathédrales étaient blanches: Voyage au pays des timides. – Plon, Paris 1937
- Le lyrisme des temps nouveaux et urbanisme. – Le Point, Colmar 1939
- Sur les quatre routes. N.R.F., – Paris 1941
- Urbanisme de CIAM, Charte d'Athènes. (Jean Giraudoux előszavával) – Plon, Paris 1943

### Magyarul
- A jövő nagyvárosai; ford. Gerő Balázs, bev. Pogány Frigyes; Gondolat, Bp., 1968
- Modulor; szerk. Vámossy Ferenc, közrem. Sódor Alajos, H. Sipos Edith; Magyar Építőművészek Szövetsége, Bp., 1971 (A Magyar Építőművészek Szövetségének elméleti sorozata)
- Új építészet felé; ford. Rozgonyi Ádám, utószó Major Máté; Corvina, Bp., 1981

## Fordítás
- Ez a szócikk részben vagy egészben  a   Le Corbusier című angol Wikipédia-szócikk fordításán alapul.  Az eredeti cikk szerkesztőit annak laptörténete sorolja fel. Ez a jelzés csupán a megfogalmazás eredetét és a szerzői jogokat jelzi, nem szolgál a cikkben szereplő információk forrásmegjelöléseként.

## Szakirodalom
- Szerk.: Kubinszky M.: Modern Építészeti Lexikon (p. 170-176) – Bp. Műszaki K. 1978. – ISBN 963-10-1780-X
- Nagy Elemér: Le Corbusier (Akadémiai Kiadó, 1969, Architectura sorozat)
- Passuth Krisztina: Le Corbusier, Maillol, Braque; Képzőművészeti Alap, Bp., 1970 (Az én múzeumom)
- Vadas József: Le Corbusier; Gondolat, Bp., 1983 (Szemtől szemben)
- Imre Kálmán: Le Corbusier: Ronchamp; szerzői, Miskolc, 1992 (A XX. század európai építészetének gyöngyszemei)
- Pierre Vago: L'UIA, 1948-1998, Epure, 1998 (ISBN 2-907687-58-1)
- Pierre Vago: Pierre Vago, une vie intense – Archives d'Architecture Moderne, Bruxelles 2000 – (ISBN 2-87143-110-8)
- Pierre Vago: Egy mozgalmas életút (Az építészet mesterei sorozat) (L.C. egy önálló fejezet: p. 96-105) – Holnap K. Bp. 2002 ISBN 963-346-545-1
- Jean-Louis Cohen: Le Corbusier, 1887–1965. Az építészet líraisága a gépkorszakban; ford. Szikra Renáta; Taschen–Vince, Köln–Bp, 2006
- Wend Fischer: Bau Raum Gerät (p. 129, 131, 133.) – R. Piper Verl. München, 1957
- Művészlexikon (2/p, 369.) – Corvina K. Bp. 1995